# کوه کایکو
کوه کایکو (به اسپانیایی: Kaiko) یک کوه در پرو است که در Peru, Cusco Region واقع شده‌است. کوه کایکو ۵٬۲۶۵ متر بالاتر از سطح دریا واقع شده‌است.